# Наше поколение
Наше поколение — третий студийный альбом белорусской и российской R’n’B-исполнительницы Бьянки. Выпущен в 2011 году на лейбле «Gala Records».

## Критика
В альбоме отсутствует тринадцатая композиция из-за решения певицы не использовать при нумерации мистическую «чёртову дюжину».

## Список композиций
Слова и музыка всех песен — Бьянка.
| №   | Название                              | Длительность |
| --- | ------------------------------------- | ------------ |
| 1.  | «Сучка подруга»                       | 3:02         |
| 2.  | «А чё чё»                             | 3:07         |
| 3.  | «Наше поколение»                      | 3:21         |
| 4.  | «Картавый трек»                       | 3:21         |
| 5.  | «Не гани»                             | 3:21         |
| 6.  | «Отпусти» (feat. Сацура)              | 3:04         |
| 7.  | «Ама супер стар»                      | 2:55         |
| 8.  | «Эминем»                              | 3:54         |
| 9.  | «Ты мое лето» (feat. ST1M)            | 3:38         |
| 10. | «Про лето 2»                          | 2:40         |
| 11. | «Матня»                               | 1:43         |
| 12. | «Без сомнения»                        | 3:16         |
| 13. | «Навсегда с тобой» (feat. Dino MC 47) | 4:12         |
| 14. | «Президент»                           | 3:01         |
| 15. | «Сольфеджио»                          | 4:04         |
| 16. | «Динамо» (feat. Bahh Tee)             | 3:00         |
| 17. | «Стреляй в меня»                      | 3:04         |
| 18. | «Белый пляж» (feat. Иракли)           | 3:29         |

## Видеоклипы
- Белый пляж
- Без сомнения
- Ты моё лето
- А чё чё